# Svenska kyrkan i Wien
Svenska kyrkan i Wien eller Drottning Silvias församling är en av Svenska kyrkans utlandsförsamlingar. Församlingen grundades 1982 och var till en början belägen på Seegasse i Wien, men flyttade 1986 till Gentzgasse 10. 2022 hade Svenska kyrkan med Svenska Israelmissionen funnits representerade i Wien i 100 år.

## Historia
Området där Gentzgasse 10 är beläget ägdes under 1300-talet och fram till högmedeltiden av Michaelerorden. Den äldsta urkunden vad huset beträffar är sedan 1500-talet. Under högmedeltiden ägdes marken i omgivningarna av olika Benediktinerkloster som odlade sina vingårdar där lagom utanför stadskärnan. Precis före den osmanska belägringen av staden Wien 1683 köpte en handelsman vid namn Georg Khnoll fastigheten. Pengarna till köpet hade han lånat av grevinnan Maximiliana Lamberg och när han inte kunde betala tillbaka övergick huset år 1697 i grevinnans ägo. 
1626 kallades munkorden Barnabiterna, eller Paulanerna som de initialt kallades, till Wien av 1 kejsar Ferdinand II. Det trettioåriga kriget hade tagit sin början och kejsaren ville stärka katolicismen. När Barnabiterna kom till Wien fick de överta en kyrka med tillhörande lantegendomar och de kom att köpa alltmer mark i området runt kyrkan. År 1730 köpte så Barnabiterorden också fastigheten på dagens Gentzgasse 10 av grevinnan Lamberg. Fastigheten som i och med ägarbytet fick namnet Michaeler Freihof kom att bli centrum för Barnabiternas verksamhet i Währing. Ovanför ingången ut mot gatan finns ännu idag en kartuschsköld med paulanernas ordensvapen från 1742, ett i rött fält från ett treberg uppväxande kors, åtföljt av bokstäverna P.A. (Paulus Apostolus) Under 1770-1780-talen genomförde Barnabiterna ombyggnationer av fastigheten. Husets fasad och även huskapellet (Pauluskapellet) tros ha tillkommit på 1770-talet. Byggnaden blev så småningom sommarresidens åt munkarna. 
Efter det första världskrigets slut upplöstes Wiens Barnabiterorden år 1920 och huset på Gentzgasse lämnades åt sitt öde. Byggnaden förföll, huskapellet användes som skräpkammare, Sala Terena som källarlokal och trädgården bebyggdes. I den södra delen av husets gård byggdes två arresteringsceller. Det som finns kvar av dem minner om att huset en gång var säte för områdets överhöghet. Men än skulle det dröja tills Svenska kyrkan fick tillgång till lokalerna.

### Gudstjänster hos de svenska sändebuden
Redan under 1700-talet höll svenska sändebud gudstjänster i sina hem i Wien. År 1738 omnämns Christoph Gerhard Suke från Mecklenburg som svensk legationspredikant. Den svenska församlingen var vid den tidpunkten mycket liten, men den fick ett uppsving år 1752 när det svenska sändebudet Nils Barck fick ta emot 200 sångböcker att användas på gudstjänster som hölls i hans bostad. Ur grevinnan Franziska von Hohenheims dagbok kan man dra slutsatsen att det under 1780-talet fanns ett kapell i närheten av Peterskyrkan i 1a Bezirk som den svenska församlingen ska ha kunnat använda. Den svenska legationsprästen bodde då på Petersplatz 7 och man kan förmoda att kapellet som den lilla svenska församlingen använde var nära den adressen.

### Svenska Israelmissionen (SIM) och Seegasse 16
1875 bildades Föreningen för Israelmissionen. Efter första världskrigets slut bestämdes det att man skulle söka nya missionsfält i Europa. Det ansågs att läget i Ryssland och Rumänien var för oroligt och därför beslutades att förlägga den huvudsakliga missionen till Wien. Där fanns en stor judisk befolkning och det var även många judar som passerade staden på sin väg från Östeuropa västerut. Dessutom saknades missionsverksamhet där. I oktober 1920 skickades därför missionären Johannes Ginsburg till Wien. I februari 1921, följdes han av lärarinnan Anna Karlsson och syster Martha Hellman. De arbetade framförallt med kvinnor och barn och under sommaren 1921 öppnade de en barnkoloni i Hadersfeld ute i Wienerwald. Därefter växte önskan om en egen fastighet i Wien och i november 1921 diskuterades ett hus på Klosterneuburgstrasse 69 i Wiens 20e Bezirk. Det köpet kunde dock inte genomföras och sökandet gick vidare. I början av år 1922 skrev missionärerna i Wien hem till Stockholm att ett fördelaktigt hus hittats. Det tillhörde en stiftelse för understöd och vård av föräldralösa judiska flickor. Stiftelsen var tvungna att sälja huset på grund av ekonomiska problem. Köpet var behäftat med vissa villkor. Bland annat skulle en judisk kvinna få hyra ett rum fyra kvällar i veckan för undervisning av judiska flickor. Onsdagen den 1 mars 1922 var spänningen stor. Slutförhandlingen med styrelsen för stiftelsen som ägde huset skulle ske den här dagen. Kl 18 på kvällen var det klart. SIM ägde nu huset på Seegasse 16 i Wiens 9e Bezirk. Till Stockholm skickas telegrammet: ”Preiset Gott. Haus gekauft. Grosse Freude.”
Verksamheten växte under de kommande åren. 1936 anlände prästparet Göte och Elsa Hedenquist till Wien. Tanken var att de skulle stanna i sex månader men ganska snart accepterade Göte Hedenquist ett treårs-kontrakt. I och med det uppnåddes målet att få en svensk präst anställd vid missionen i Wien. Till Hedenquists åtaganden hörde, förutom hans arbetsuppgifter för SIM, att en gång i månaden hålla gudstjänst för de skandinaver som bodde i Wien. I och med att verksamheten växte behövde lokalerna byggas om. Det beslöts att inreda ett rymligt kapell, inreda ungdomslokaler i källaren och installera centralvärme. En uthyrd lägenhet skulle frigöras och användas till missionärsbostad och vissa lokaler skulle Institutum Judaicum få nyttja. Dessutom köpte SIM våren 1936 en villafastighet på Hauptstraße 156 i Weidling på exekutiv auktion. Byggnaden hade två våningar med 14 rum, badrum, wc, el, ljus och gas. Därtill hörde en stor trädgård om 11,000 kvm med ett par hundra vin- och fruktträd. Sommarhemmet (senare ålderdomshem) invigdes annandag pingst och fick namnet Schwedenheim.
I mars 1938 kom Anschluss och missionens dåvarande ledare, pastor Friedrich Forell, fick veta att han fanns på Gestapos svarta listan varpå han flydde till Sverige. I och med det tog Göte Hedenquist över ledningen för missionen i Wien. Efter att missionen blivit utsatt för en husrannsakan av SA och ålagts mötesförbud flög Birger Pernow, ledare för SIM, ned från Stockholm. Han och Göte Hedenquist besökte myndigheterna och fick då veta att anledningen till husrannsakan var myndigheternas misstanke att missionen på grund av sitt namn, Schwedische Gesellschaft für Israel, var ett judiskt företag med judisk ledning. När detta klarats ut fick missionen en skriftlig förklaring från myndigheterna om att man inte hade något emot missionen och dess verksamhet. Möten fick åter hållas och de papper som beslagtagits vid husrannsakan återlämnades. Så småningom togs även dopförbudet bort. 1939 anställdes ytterligare en svensk präst, Johannes Ivarsson. Han efterträdde Hedenquist när han år 1940 lämnade Wien. Kyrkoherde Göte Kronvall med hustru Anna sändes ut till Wien för att arbeta i Israelmissionens tjänst 1939. Deras huvuduppgift var att rädda judar ur nazisternas grepp. Även de kvinnliga 5 missionärerna blev fler. Exempelvis kom Greta Andrén från Göteborg 1934 och Anna-Lena Peterson från Alingsås 1938.
Efter Anschluss kom missionens arbete att koncentreras till de judar som var döpta. De sågs inte längre som judar av de judiska församlingarna och kunde därför inte få ekonomisk och medicinsk hjälp därifrån, samtidigt som de av nazisterna fortfarande betraktades som judar. De hamnade följaktligen mittemellan. Missionens arbete handlade under den här tiden om att organisera mottagningar för hjälpsökande, bistå med ekonomiskt stöd, agera bostadsförmedling och hjälpa till med klädutdelning. Diakonernas arbete omfattade även själavård och hembesök. Missionen organiserade också matbespisning, skolverksamhet och sjukvård liksom man hjälpte till med att skaffa fram viseringar. Hjälpverksamheten var alltså av två slag, understödsarbete till dem som var kvar och utvandringshjälp. Missionen försökte rädda fler än man kunde. Ofta stöp det på den ekonomiska grunder, då missionen inte kunde erbjuda de nödvändiga finansiella garantierna. Men genom Svenska Israelmissionens försorg räddas runt 3000 personer (exakt siffra har inte kunnat fastställas) undan förföljelserna mot den judiska befolkningen i Österrike.
1939 omvandlades sommarhemmet i Weidling ett ålderdomshem där församlingens äldre fick en bostad när deras hem konfiskerats av nazisterna. Tidvis var matbristen stor men hjälpsamma bönder försåg hemmet med livsmedel. Under december månad 1939 utvidgades hjälpverksamheten med middagsbespisning på Seegasse. Ett femtiotal personer erhöll dagligen ett gratis middagsmål. Enligt en donators önskan var varje måltid förbunden med en andaktsstund.
Efter tre och ett halvt år reste Göte och Elsa Hedenquist år 1940 tillbaka till Sverige. Ledningen på missionen övertogs av Johannes Ivarsson från Göteborgs stift. Året därpå, den 15 juni, hölls den sista gudstjänsten på Seegasse 16 och de flesta medarbetarna återvände till Sverige. Det hölls därefter inga gudstjänster i Svenska Israelmissionens regi; verksamheten var begränsad till hjälpverksamhet. Syster Anna Lena stannade några månader extra för att ta hand om det nya ålderdomshemmet, samt för att hjälpa till att flytta över pensionärerna från Weidling. I november 1941 reste syster Anna Lena till Sverige och missionen stängdes ned. Hon kom att arbeta med flyktingverksamhet i Sverige fram tills att hon 1946 återvände till Wien. Huset på Seegasse blev sjuk- och ålderdomshem. Kyrksalen förvandlas till sjuksal. Huset i Weidling hyrdes ut för social hjälpverksamhet. Seegasse 16 ställdes under svenska konsulatets förvaltning.
Huset på Seegasse undgick total ödeläggelse under kriget, men rumsinredningen blev illa åtgången, fönstren förlorade sina glas, ledningar frös sönder och alla inventarier antingen förstördes eller stals. Efter missionärernas hemresa 1941 blev huset alltså först sjukhem för icke mosaiska judar, senare Gestapokasern. När krigsslutet närmade sig hade tyska SS-soldaterna minerat hela huset och allt var färdigt för sprängning. Vaktmästaren hade tillåtits att bo kvar. Det berättas att han, när de ryska styrkorna närmade sig Wien i slutet av mars 1945, gick upp på taket för att se om de ryska styrkorna skulle hinna fram i tid. En rysk patrull kom och SS-männen flydde, Seegasse 16 var räddat. När Wien fallit blev Seegasse 16 för en kort period central för det italienska Röda Korset.
I februari 1946 inleddes Svenska Rädda Barnens hjälporganisation, där Wiens 3-6 åringar försågs med näringsriktig soppa. Med undantag för ett par rum för missionens systrar uppläts fastigheten på Seegasse 16 kostnadsfritt av Svenska Israelmissionen till Rädda Barnen, vars svenska personal bodde där. Det var ett tålamodsprövande arbete att återställa fastigheten och Rädda Barnens medarbetare var till stor hjälp. Man fick tag på glas till alla fönster, värmeledningar lagades och våningarna röjdes och reparerades. Under Rädda Barnens första tid var Greta Andrén åter på plats i Wien, men hon begav sig under våren 1946 till Jerusalem och Anna-Lena Peterson återvände till Seegasse. Huset i Weidling, som Luftwaffe beslagtagit under kriget var nästan förfallet. Det fattades dörrar, fönster och även fönsterkarmar.
Idag hänger en altarbild i pentryt på Seegasse 16 som nu ägs av den Evangeliska kyrkan i Österrike. Under åren före det andra världskriget hängde den i Messiaskapellet på Seegasse 16. Bilden visar ”Emmausjünger” och är en kopia målad av Erna Hüttenbrenner. Originalet är målat av en okänd konstnär och finns på Konsthistoriska muséet i Wien. Göte Hedquist berättar i sin bok, att sommaren 1980, efter 40 år, samlades flera vänner och församlingsmedlemmar åter i Wien. Vid söndagsgudstjänsten på Segaste 16 den 29 juni predikade Hedenquist om altarbilden. Det var också vid det tillfället, som altarbilden officiellt överlämnades som gåva till husets nya ägare ”der Pfarrgemeinde A.B. Wien-Innere Stadt der Evangelischen Kirche in Österreich”. Altarbilden återfick då sin ursprungliga plats i kapellet, men i och med ombyggnationer på Seegasse 16 flyttades altarbilden och återfinns nu som sagt i pentryt.
1970 skedde ett namnbyte: Svenska Israelmissionen blev Riksorganisationen Kyrkan och Judendomen.1975 blev RKJ en avdelning inom Svenska Kyrkans Mission, en organisation som numera också är nedlagd.
Fram till 1974 hade SIM/RKJ sina lokaler på Seegasse 16, då byggnaden övertogs av den Evangeliska kyrkan i Österrike.

### Svenska kyrkan hittar till Gentzgasse
1982 beslutade SKUT (Svenska kyrkan i utlandet) att en svensk kyrkoherde skulle sändas till Wien. Harald och Gertie Kronvall anlände i november 1982, lagom för att ta del av basararbetet. Det första kyrkoherdeparet fick initialt sin bostad på Seegasse 16. I Messiaskapellet hölls gudstjänsterna och i prästbostaden bjöds det därefter till kyrkkaffe. Det var även i prästparets bostad som de populära lördagsträffarna för ungdomar tog plats. Ganska snart stod det klart att församlingen behövde få tillgång till större lokaler. Karin Ilchmann, som kommit till Wien med Rädda Barnen 1946, var en av de drivande i frågan i kyrkorådet med dess ordförande Åke Löfqvist. Under en övergångsperiod hade församlingen möjlighet att hålla gudstjänst i Sionsystrarnas kapell på Burggasse i närheten av St Ulrichs-Platz i 7e Bezirk, där också lokaliteter hyrdes under tiden som församlingen letade efter en passande lokal. Det sattes in en annons i tidningen Die Presse: Schwedische Gemeinde sucht größere Villa. Till stor hjälp i sökandet var Kammersängerin Margareta Sjöstedt-Kraus och maken Professor Dr. Heinrich Kraus. De förmedlade kontakten med chefen/den nytillträdde presidenten för Riksantikvarieämbetet i Österrike, Gerhard Sailer. Därigenom fick en dag Harald och Gertie Kronvall förslaget att de skulle gå och titta på ett hus på adressen Gentzgasse 10. Det var ett rivningshotat kyrkligt komplex som ställts under kulturvård. En statlig bostadsförening ägde huset och de hade beslutat att renovera det. En lämplig hyresgäst som därefter skulle kunna förvalta såväl det kyrkliga som det kulturella arvet och även de rymliga lokalerna söktes.
Efter att Barnabiterna lämnade Wien på 1920-talet förföll huset. Där munkarnas trädgård varit stod det stora bostadshus. Nu togs som tur var beslutet att en renovering av Gentzgasse 10 skulle inledas och att därefter Svenska kyrkan skulle få ha sina lokaler på adressen. Ett stort och kostsamt arbete genomfördes 1984-85 och i oktober 1986 kunde slutligen den svenska församlingen få inviga sin kyrka på platsen. Inledningsvis hystes inte bara kyrkan på Gentzgasse utan även den svenska skolan.
Vid den stora renoveringen 1984-85 restaurerades även huskapellet eller Pauluskapellet med sina gustavianska fresker och väggdekorationer. Altaret och altartavlan är försvunna men finns på en bild från tiden före 1920.

## Drottning Silvias församling i Wien
Varför bär församlingen namnet Drottning Silvias församling i Wien? År 1988 besökte överhovpredikanten Carl Henrik Martling församlingen i Wien. Den dåvarande kyrkoherden Harald Kronvall rådgjorde med Martling vilket namn församlingen skulle kunna anta. Förslaget blev, att församlingen i Wien kunde föra den gamla svenska traditionen att en svensk utlandsförsamling bär den residerande drottningens namn. Såsom Ulrika Eleonora i London och Sofiaförsamlingen i Paris. Martling var positiv till förslaget och det fördes vidare till kyrkorådet, som beslöt att skriva till H.M Drottningen. Våren 1989 fick församlingen ett brev från Hovstaterna med beslutet att församlingen i Wien ska bära namnet ”Drottning Silvias församling i Wien”.

### Kyrkorummet[13]
Sala Terrena som idag är församlingens kapell förblev oskatt när turkarna 1683 belägrade Wien. Resten av huset på Gentzgasse 10 skadades i belägringen. Sala Terrena, som använts som refektoriet, förföll dock efter att Barnabiterna lämnade Wien och användes bland annat som potatiskällare. Sala Terrena restaurerades grundligt på 1980-talet av österrikiska riksantikvarieämbetet. De vita stuckaturerna med frukt- och bladfestonger, makaroner och bårder mot en fond av kiselstenputs bildar ett mycket vackert rum. Stuckaturerna över ingången till kyrkan har kompletterats med en kartuschsköld med Svenska kyrkans vapen. Ljusinsläppen har försetts med fönster av 1600-tals typ tillverkade på Münchener Hofkunstanstalt genom Bengt Olof Käldes försorg.

#### Vapensköld
Vapenskölden med Svenska kyrkans vapen som hänger över ingången till kapellet är utformad av Bengt Olof Kälde och skänkt till församlingen av Oscars församlings Sjömanskrets. Placeringen av vapenskölden har gjorts med hänsyn till att det finns ett luftintag som störde helheten. ”Österrikarna är svaga för vapen, varför ett önskemål framkommit, att där skulle placeras ett sådant.”

#### Altarbord
Altarbordet ritades av Bengt Olof Kälde och medel till altaret skänktes av en privatperson. Bordet är tillverkat av marmorerat trä och är enligt direktiv från Riksantikvarieämbetet portabelt.

#### Korsfästelseikon
Korsfästelseikonen är skapad av Bengt Olof Kälde 1986. På Kristus högra sida ser vi Jungfru Maria, men på den vänstra står inte aposteln Johannes, vilket är brukligt, utan aposteln Paulus - för att visa på anknytningen till husets historia. Aposteln Paulus är Paulanerordens skyddsapostel.

#### Dopfunt
Dopfunten utgörs av träställ med skål i mässing. Stället är tillverkat i Wien Skålen hittade Ingalisa Schmidt på kyrkans loppmarknad och ska enligt Kälde vara gammal.

#### Bordskors
Bordskorset är tillverkat i Gnosjö av Hyltans Metall av formgivare Bengt Olof Kälde. Det första korset i serien finns på Kungliga slottet i Stockholm, det andra på Fagerudds kursgård och det tredje finns i Svenska kyrkan i Wien. Bordskorset har två olika symboler i korsmitten. På framsidan ses Svenska kyrkans vapen (för påsktiden och kyrkoåret i övrigt) och på baksidan Kristi törnekrona utformad som en davidsstjärna (för advent och fastan).

#### Nattvardssilver
Nattvardssilvret består av en kalk, en patén i försilvrad mässing, troligtvis från 1920-talet. Nattvardssilvret försvann från Seegasse på 1940-talet. Det är inte känt vem som förde bort det. På 1980-talet upptäcktes det i Marseilles och togs tillbaka till Wien av Karin Olsson (dåvarande assistent i Sv. sjömanskyrkan). Numera är det försett med gravyr och ny försilvring (2003). Det användes vid invigningen 1986. Silvret var då helt borta.

#### Kormatta
Kormattan har måtten 160x300 cm och är ritad av den svenska textilkonstnären Inga-Mi Vannérus-Rydgran (1932-2017). Församlingsmedlemmen Anita Kager lade fram förslaget till kyrkorådet att man skulle beställa en svensk kormatta till Sala Terrena. Efter att ha fått olika förslag, fastnade Anita Kager för Vannérus-Rydgrans förslag. Vannérus-Rydgran besökte Sala Terrena innan hon påbörjade arbetet med mattan i januari 1993. I maj samma år var den färdig och invigdes den 13 juni 1993. Mattan är handvävd och gjord i norsk röllakansteknik. Vannérus-Rydgran hade en princip när hon tillverkade mattor för kyrkor, det skulle inte finnas några symboler att trampa på. Mattan skulle underordna sig kyrkorummet, samtidigt som den skulle understryka arkitekturen och skönheten där. Och det väsentligaste, den skulle leda fram till altaret.

#### Orgel
Orgeln är en liten kororgel tillverkad av Mårtensson orgelfabrik i Lund. En orgel med sex stämmor levererades år 1987 till Wien. Thora Olssons fond i Lund stod för de största kostnaderna av 13 inköpet, men även svenska företag bidrog. När orgeln invigdes 1988 var orgelbyggaren Göran Mårtensson närvarande. Även kyrkans båda organister Klaus Hehn och Mats Knutsson deltog vid orgelns invigning. De framförde två orgelstycken för fyra händer av F. Schubert och J.N Hummel.

#### Stolar
Stolarna i Sala Terrena är till antalet 60 med 11 tillhörande bänkar i röd plysch. Våren 1985 fick församlingen mottaga som gåva, logestolar från Josefstädter Theater. Stolarna ombesörjdes av Kammarsängerin Margareta Sjöstedt-Kraus och Professor Dr. Heinrich Kraus, vilka även bekostade renoveringen av stolarna.

#### Ljusbärare
Ljusbärarna är av modellen Enhetens krona. De införskaffades 1991 och var en gåva av Kastlösa församling och familjen Kronvall.

#### Kollekthåvar
Kollekthåvarna är i antalet två, vävda och grönmönstrade. De användes vid invigningen 1986 och skänktes och tillverkades av Källeryds syförening. Kollekthåvarna är egenhändigt gjorda av Källeryds Kyrkliga Syförening i Nissafors, Växjö Stift. Även handtagen är tillverkade av syföreningen. Initiativet att tillverka och skänka kollekthåvarna togs av Birgitta och Gösta Magnusson, vars dotter Gunnel Unger är bosatt i Wien.

#### Ikon
Ikonen som föreställer Den helige Mandylion tillverkades i Ryssland på 1850-80talet. Ikonen inköptes 1997 i Armenien och skänktes av Oystein Larsen till Svenska kyrkan i Wien under våren 2000. Oystein Larsen är från Norge och arbetade under en tid på OSCE i Wien.

#### Bönpallar
Bönpallarna är två till antalet och broderade och tillverkade av Gullan Andersson i Stockholm.

#### Vaser
Vaserna skänktes till församlingen av Oscars församling i Stockholm.

#### Lampetter
Lampetterna som är sex till antalet skänktes till kyrkan av Kammersängerin Margareta Sjöstedt-Kraus.

#### Kungalampetter
Kungalampetterna är två stycken till antalet och tillverkade i mässing 1985. Modellen ska vara skånsk och ska ha använts för första gången år 1881 vid Gustav V:es vigsel. Därför kallas de Kungalampetterna. De skänktes till kyrkan av privatpersoner, som ville uttrycka sitt tack, för att deras döttrar fått bo på Gentzgasse.

#### Klockstapel
Klockstapeln är en skalenlig modell av klockstapeln vid kyrkan i Tannåker. Den är gjord av Vallentin Klöfver och skänktes till Svenska kyrkan i Wien i samband med invigningen på Gentzgasse. Korset och taket är gjorda av ekträ, resten i alm. Malmklockan är en gåva av Filip Josefsson på Dannäs säteri. En fin anknytning, är att den Heliga Birgittas reskamrat Ingeborg av Dannäs bodde just på detta säteri.

#### Vit stola
Vit stola är handvävd och skänktes av Elsa Frost, Malmberget.

### Musikrummet

#### Kristallkrona
Kristallkronan inköptes för pengar skänkta av Oscars församlings Sjömanskrets.

#### Stolar
Stolarna är 30 till antalet och formgivna av Carl Malmsten. Bekostades dels av Oscars församlings Sjömanskrets och dels av församlingens egna medel.

#### Piano
Pianot är skänkt av Volvo AB, Göteborg.

### Biblioteket
I slutet av 1980-talet inrättades ett bibliotek med litteratur huvudsakligen på svenska. De flesta böckerna skänktes av Anita och Lars Täckholm på Eckersteins bokhandel i Göteborg. Församlingen fick även överta Svensk-Österrikiska föreningens boksamling.

#### Georg Klügers kors
Georg Klügers kors tillverkades av Georg Klüger (1922-1944). Georg besökte ofta Seegasse och döptes i oktober 1940. Han tog även med sin familj dit. Kort före deportationen till Polen gjorde han ett litet träkors som han lämnade i kapellet på Seegasse 16 där det hängde innan det flyttades över till Anna-Lena Petersons hem på Seegasse 16.

#### Glaskors och ljusstakar
Glaskorset och glasljusstakarna är tillverkade på Lindshammars glasbruk och inköptes efter en penninggåva av Oscars församlings Sjömanskrets.

#### Malmljusstakar
Malmljusstakar är två till antalet och av modellen Trolleholm. De skänktes av Svalövs syförening med anledning av Harald Kronvalls installation. Gravyr: 29.4.83.
Som synes har Oscars församlings Sjömanskrets bidragit med medel till många föremål i Svenska kyrkan i Wien. Kretsens uppgift var att genom insamlade medel stödja arbetet i SKUT. Sjömanskretsen bildades 1960 och Wien blev en s.k. fadderförsamling.

## Kyrkoherdar
| Ämbetstid | Namn                | Levnadstid | Övrigt |
| --------- | ------------------- | ---------- | ------ |
| 1982–1989 | Harald Kronvall     | 1947–      | [ 16 ] |
| 1989–1993 | Ove Lundin          |            |        |
| 1993–2000 | Robert Carlin       |            |        |
| 2000–2004 | Jonas Liljeqvist    |            |        |
| 2004–2006 | Gunnar Kvist        |            |        |
| 2006–2009 | Gunnar Pelinka      |            |        |
| 2010–2012 | Anna Juhlin         |            |        |
| 2012–2017 | Maria Scharffenberg | 1970–      |        |
| 2017–2018 | Per Gyllenör        |            |        |
| 2018–     | Peter Styrman       |            |        |

### Fotnoter
1. 1 2  ”Historik”. Svenska kyrkan i Wien. 3 maj 2017. https://www.svenskakyrkan.se/wien/historik. Läst 15 juni 2022.
2. ↑  ”Wienbladet nr 3 2022”. https://www.svenskakyrkan.se/filer/544705/Wienbladet%203%202022.pdf. Läst 17 september 2023.
3. ↑  Barnabiterorden grundades 1530 i Milano. Orden omnämns även som även Barnabitorden eller Sankt Paulus regularklerker. Initialt kallades de Paulaner. Munkarna ägnade sig bl a åt ”undervisning och mission bland kättare”.
4. ↑  Bengt Olof Kälde (julen 1987). ”Svenska kyrkan i Wien”. Ute och Hemma.
5. ↑  ”Barnabitenfreihof”. https://www.geschichtewiki.wien.gv.at/Barnabitenfreihof. Läst 7 oktober 2023.
6. ↑  Namnändrades 1934 till Svenska Israelmissionen.
7. 1 2  I sin bok Undan förintelsen - Svensk hjälpverksamhet i Wien under Hitlertiden, skildrar Göte Hedenquist sina upplevelser i Wien.
8. ↑  Lidman, Eivir. Som människa och präst. Minnesanteckningar över präster i Lunds stift, vilka avlidit under åren 1963-1968. Håkan Olssons förlag. sid. 152f.
9. ↑  Edvardsson, Lars (1999). Kyrka och Judendom II. Svensk judemission inför årtusendeskiftet 2000. Kyrkliga förbundets förlag. sid. 92
10. ↑  Under Rädda Barnens hjälpaktion i Wien (1946-1949) delade först Greta Andrén och sedan Anna-Lena Peterson sin tid mellan Rädda Barnen och Svenska Israelmissionen.
11. ↑  Det finns obekräftade uppgifter om att när missionen på Seegasse stängde 1941 och kapellet omvandlades till en sjuksal ska bilden ha skickats till Sverige och först 1971 återbördats till Seegasse.
12. ↑  Se Heimatbuch von Währing, Bd.3, Wien 1925, S. 521.
13. ↑  Informationen om föremålen i Sala Terrena kommer till stor del från den inventarielista som Anita Kager sammanställt samt från Harald och Gertie Kronvall.
14. ↑  Årsredogörelse, Sjömanskretsen i Oscars församling 1985.
15. ↑  https://arkis2dok.riksarkivet.se/lla/30296/Martenssons_Orgel_30296_1977-2013.pdf
16. ↑  1920–1922 Styrelsen för svenska kyrkan i utlandet SKUT i Sveriges statskalender 1984